# Gonomyia (Leiponeura) reclinata
Gonomyia (Leiponeura) reclinata is een tweevleugelige uit de familie steltmuggen (Limoniidae). De soort komt voor in het Australaziatisch gebied.